# عبد الله بن علوي الحداد
عبد الله بن علوي بن محمد الحداد (30 يوليو 1634- 10 سبتمبر 1720) إمام وفقيه شافعي وعالم في عقيدة أهل السنة والجماعة على منهج الأشاعرة من مدينة تريم بحضرموت اليمنية. سلك طريق التصوف على طريقة آبائه وأجداده من السادة آل باعلوي، ويعتبر المجدد لطريقتهم. اشتغل بالدعوة إلى الله تعالى بالحكمة والموعظة الحسنة، فأقبل عليه القاصي والداني وانتشر صيته في كل مكان وانتفع بدعوته الجم الغفير من الناس حيث لم تعرف حضرموت أحدًا مثله في العلم والعبادة والصلاح والدعوة إلى الله. ويلقب بـ«شيخ الإسلام» و«قطب الدعوة والإرشاد». وله مؤلفات كثيرة جمعت النصائح والمواعظ والحكم وانتشرت انتشارًا كبيرًا، وبخاصة كتابي «الدعوة التامة» و«النصائح الدينية»، وهي من عيون ما يُقرأ في مجالس السادة آل باعلوي، وقد ترجمت بعضها إلى لغات أجنبية في العصر الحاضر، وقيل عنها أنها جمعت الخلاصة والزبدة من كلام الإمام الغزالي. ويعد أحد مجددي الإسلام على رأس المئة الحادية عشرة للهجرة.
ترجم له كثيرون وأفردت ترجمته بالتأليف كما في كتابي «غاية القصد والمراد» و«بهجة الفؤاد» لمحمد بن زين بن سميط، وكتاب «الإمام الحداد مجدد القرن الثاني عشر الهجري» للدكتور مصطفى بدوي وغيرها.

## نسبه
عبد الله بن علوي بن محمد بن أحمد بن عبد الله بن محمد بن علوي بن أحمد الحداد بن أبي بكر الطويل بن أحمد مسرفة بن محمد بن عبد الله بن الفقيه أحمد بن عبد الرحمن بن علوي عم الفقيه المقدم بن محمد صاحب مرباط بن علي خالع قسم بن علوي بن محمد بن علوي بن عبيد الله بن أحمد المهاجر بن عيسى بن محمد النقيب بن علي العريضي بن جعفر الصادق بن محمد الباقر بن علي زين العابدين بن الحسين السبط بن علي بن أبي طالب، وعلي زوج فاطمة بنت محمد ﷺ.
فهو الحفيد 29 لرسول الله محمد ﷺ في سلسلة نسبه.

## مولده ونشأته
ولد في السُّبَير من ضواحي مدينة تريم في حضرموت، وذلك ليلة الاثنين الخامس من شهر صفر سنة 1044 هـ، ووالدته سلمى بنت عمر بن أحمد المنفر، ولما بلغ من العمر نحو الأربع سنوات أصيب بمرض الجدري فأدى ذلك إلى فقدانه البصر. نشأ بتريم وحفظ بها القرآن الكريم والإرشاد وغيره من المتون، وكان شغوفًا بمختلف العلوم منذ صغره، يميل إلى الأدب والشعر. وفي عام 1072 هـ، توفي والده علوي، وذلك ليلة الاثنين الأولى من شهر رجب، ثم بعد وفاته بنحو خمسة أيام، مرضت الوالدة، ودام عليها المرض قريبًا من عشرين يوما، إلى أن توفيت ضحى يوم الأربعاء الرابع والعشرين من شهر رجب. وقد توفي في هذه السنة أيضًا أحد مشايخه وهو عمر بن عبد الرحمن العطاس.

## حجه وزيارته
خرج للحج في سنة 1079 هـ، وقصد أولًا بندر الشحر، وأقام به نحو نصف شهر، ثم سافر إلى بندر عدن. وكان دخوله مكة المشرفة أول يوم في شهر ذي الحجة، ونزل في بيت الشيخ حسين بن محمد بافضل، واتفق تلك السنة الوقوف بعرفة يوم الجمعة. ويُؤثر أنه صلّى بالناس إمامًا في الحرم المكي صلاة الفجر يوم الجمعة أول محرم عام 1080 هـ. وبعد انقضاء الحج وأداء المناسك بأجمعها سافر إلى المدينة المنورة لزيارة جده المصطفى ﷺ، ونزل في ضيافة عمر أمين المهدلي، ودخلوا المسجد النبوي وصلوا في الروضة المطهرة ثم وقفوا أمام المواجهة الشريفة وفيها يقول عبد الله الحداد:

## انتقاله للحاوي
ثم لما كان سنة 1083 هـ بنى بيته الذي بالحاوي شرقي مدينة تريم، واستوطنه سنة 1099 هـ تباعدًا من اضطهاد حكام تريم، وابتنى مسجده (مسجد الفتح) الذي بجانب بيته المذكور. وقد أسس الحاوي ليكون موطنًا مستقلًا استقلالًا ذاتيًا به وبأولاده وخدمه وأتباعه بحيث لا يتدخل فيه حاكم تريم ولا يعد أهله من رعاياه. حوطة محمية داخلة في كل ما يصل إلى تريم من خير، خارجة عنها من كل شر وفتنة، فهي محترمة لدى الجميع ولهذا سمّاها بعض السواح الأجانب بـ«الفاتيكان».

## شيوخه
تتلمذ على عدد من العلماء يفوق عددهم المئة والأربعين، من أشهرهم:
| - عمر بن عبد الرحمن العطاس - عبد الرحمن بن شيخ عيديد | - شيخ بن عبد الرحمن بن شيخ عيديد - عقيل بن عبد الرحمن السقاف - أبو بكر بن عبد الرحمن بن شهاب الدين | - عمر بن أحمد الهادي بن شهاب الدين - سهل بن أحمد باحسن الحديلي - أحمد بن ناصر بن الشيخ أبي بكر بن سالم | - شيخان بن حسين بن الشيخ أبي بكر بن سالم - محمد بن علوي السقاف |

## تلاميذه
كثيرون ويأتي في مقدمتهم أولاده وغيرهم كما في كتاب «بهجة الزمان» عن تلاميذه منهم:
| - أحمد بن زين الحبشي - محمد بن زين بن سميط - عمر بن زين بن سميط - عمر بن عبد الرحمن البار | - عمر بن حامد المنفر - عبد الرحمن بن عبد الله بلفقيه - محمد بن عمر بن طه السقاف - علي بن عبد الله السقاف - عبد الرحمن بن محمد بارقبة | - علي بن عبد الله العيدروس - زين العابدين بن مصطفى العيدروس - مصطفى بن شيخ العيدروس - مشيخ بن جعفر باعبود - عبد الرحمن بن أحمد باكثير | - عبد الله بن سعيد العمودي - عمر بن عبد القادر العمودي - محمد بن ياسين باقيس - أبو بكر بن محمد باجبير - أحمد بن عبد الكريم الشجَّار الأحسائي |

## أعماله
كان كثير الاهتمام بشؤون المجتمع، يكاتب الأعيان والحكام والسلاطين، يرشد وينصح وينتقد ما عليه بعض الناس من مخالفات في الدين، كما ينتقد بعض المتصوفة الذين تخالف ظواهرهم الشرع الحنيف، وكثيرًا ما يوجه أعماله للإصلاح بين القبائل المسلحة المتخاصمة، كتدخله في الإصلاح بين آل العمودي عندما احتدم النزاع ودخلوا في عراك مسلّح. وكان يرشد الزرّاع في شؤون الزراعة، وهو شخصيًا يملك مزارع ويربي الدواجن، هذا بجانب إكرامه للمحتاجين وسخائه للقاصدين والطلبة والأقارب، بل يحث أرباب الأموال على الإنفاق للفقراء والمشاريع الخيرية وتشييد المساجد والسقايات وغيرها. واشتهر أنه من المكثرين لزيارة القبور ولم يقعد عن زيارة النبي هود في شعبان كل عام مدى ثلاثين سنة متوالية.

## من كلامه
قلَّ أن يعقد مجلس أو وعظ أو تذكير بحضرموت إلا ويُستشهد فيه من كلامه، وقلَّ أن تجد واعظًا حضرميًا إلا ويجعل من كلام الحداد المنثور والمنظوم منطلقًا لوعظه، كما أن أشعاره تنشد أيضًا في مناسبة الأفراح وغيرها.
- قال عن حديث جبريل لما سأل عن الإسلام والإيمان والإحسان: «الإسلام مجرد عمل فقط، والإيمان مجرد علم وتصديق، والإحسان مشترك بينهما. فالأول في الجوارح، والثاني في القلب، والثالث فيهما. فالأول ظاهر الثاني، والثاني باطنه، والثالث خالصهما وهو الغاية من الإيمان والإسلام إذا اجتمعا صارا إحسانًا».
- وقال في حديث ماء زمزم لما شرب له: «يعني من شربه لمرض شفاه الله، أو لجوع أشبعه الله، أو لحاجة قضاها الله، لأنها في الأصل للاستغاثة أعان الله بها إسماعيل عليه السلام. وقد جربه كثير من الأئمة في المطالب فوجدوه صحيحًا من خبره عليه الصلاة والسلام ولكن يحتاج إلى نية وإخلاص ما هو لكل الناس».
- وقال في شأن الذكر: «الأوراد لا تنفع إلا مع الدوام ولا تؤثّر إلا مع الحضور، وأما كثرة الأوراد مع العجلة والغفلة وقلة الحضور مع الله تعالى فنفعها قليل، وليست تخلو من نفع ودفع إن شاء الله تعالى بفضله العظيم وببركة رسوله الكريم عليه وعلى آله أفضل الصلاة والتسليم».

## مؤلفاته
له أشعار حكمية جمعت في ديوان مطبوع، وقد شرح إحدى قصائده المسماة بـ«العينية» تلميذه أحمد بن زين الحبشي، كما شرح أحمد بن أبي بكر بن سميط في زنجبار إحدى قصائده، وآخرون شرحوا ما شرحوا من قصائده أو راتبه أو أوراده. وترك الحداد عددًا من المؤلفات التي قد طبعت وتُرجم بعضها إلى لغات عديدة، ومن أشهر هذه الكتب:
| - «النصائح الدينية والوصايا الإيمانية» - «عقيدة أهل الإسلام» - «الدعوة التامة والتذكرة العامة» - «رسالة المعاونة والمظاهرة والمؤازرة للراغبين من المؤمنين في سلوك طريق الآخرة» - «رسالة المذاكرة مع الإخوان المحبين من أهل الخير والدين» - «رسالة آداب سلوك المريد» - «إتحاف السائل بجواب المسائل» | - «سبيل الادكار والاعتبار بما يمر بالإنسان وينقضي له من الأعمار» - «الفصول العلمية والأصول الحكمية» - «النفائس العلوية في المسائل الصوفية» - «الحِكَم» مجموعة من حكمه العجيبة - «الدر المنظوم لذوي العقول والفهوم» ديوان شعر - مجموع كلامه «تثبيت الفؤاد بذكر مجالس القطب عبد الله الحداد» - «جامع المكاتبات والوصايا والكلمات والقصائد المشتملة على الحكم والفوائد والمراشد» - مجموع أوراده وأذكاره «وسيلة العباد إلى زاد المعاد» |

## ذريته
له من الأبناء ستة هم: حسن، وعلوي، ومحمد، وسالم، وحسين، وزين. وخصّ ابنه محمدًا للقيام بوساطات بالنيابة عنه بين القبائل للإصلاح بينهم، وقد نجح ابنه في نزع فتيل الحرب بين بعض القبائل، وزوَّجه من قبيلة آل كثير لتوثيق عرى المودة والإخاء بينه وبين القبائل المسلحة، وقد توفي ابنه محمد بذمار.
وأما حسن وعلوي فهما اللذان قاما مقامه في تدريس العلوم وإطعام الفقراء والمساكين وإيواء الغرباء والوافدين، وقد توفي علوي بمكة المكرمة إثر حجه في عام 1153 هـ، وحسن توفي بتريم وقد كان يسميه الحكيم، وقد طال عمره كما وعده والده وأخذ عنه الحاضر والباد وألحق الأحفاد بالأجداد وتوفي عام 1188 هـ.
وأما زين فقد سافر بعد موت والده إلى جهة العراق وحصل له بذلك البلد جاه وعز رفيع لاعتقاد الناس في والده، وهو شاعر غزلي شعبي، وقد توفي زين بعمان ببلدة صير عام 1157 هـ. وسالم توطن المشقاص وأولد بها ورجع إلى تريم وبها توفي عام 1165 هـ. وأما ابنه حسين فقد ابتلي في آخر عمره من أمراض تحملها بجميل الصبر والرضى إلى أن توفي.

## وفاته
توفي ليلة الثلاثاء السابع من شهر ذي القعدة سنة 1132 هـ بالحاوي بمدينة تريم عن عمر قارب التسعين عاما، ودفن في مقبرة زنبل، ولحده أقوى رجل في عصره لضخامة جسمه وثقل جثته طولًا وعرضًا.

### استشهادات
1. ↑  الشلي، محمد بن أبي بكر. المشرع الروي في مناقب السادة الكرام آل أبي علوي (PDF). ج. الجزء الثاني. ص. 396. مؤرشف من الأصل (PDF) في 2020-12-04.
2. ↑  السقاف، أحمد بن عبد الرحمن. الأمالي. تريم، اليمن: دار الأصول. ص. 62.
3. ↑  باكثير، عبد الله بن محمد (1405 هـ). رحلة الأشواق القوية إلى مواطن السادة العلوية. ص. 38. {{استشهاد بكتاب}}: تحقق من التاريخ في: |تاريخ= (مساعدة)
4. ↑  البدوي، مصطفى حسن (1414 هـ). الإمام الحداد مجدد القرن الثاني عشر الهجري (PDF). بيروت، لبنان: دار الحاوي. مؤرشف من الأصل (PDF) في 24 يناير 2020. {{استشهاد بكتاب}}: تحقق من التاريخ في: |تاريخ= (مساعدة)
5. ↑  الحبشي، عيدروس بن عمر (1430 هـ). عقد اليواقيت الجوهرية. تريم، اليمن: دار العلم والدعوة. ج. الجزء الثاني. ص. 865. {{استشهاد بكتاب}}: تحقق من التاريخ في: |تاريخ= (مساعدة)
6. ↑  القضماني، محمد ياسر (2014). السادة آل باعلوي وغيض من فيض أقوالهم الشريفة وأحوالهم المنيفة. دمشق، سوريا: دار نور الصباح. ص. 172.
7. ↑  الحداد، عبد الله بن علوي. تعليقات الإمام الحداد على رسائله الثلاث: المريد، المذاكرة، المعاونة (PDF). مؤرشف من الأصل (PDF) في 2020-01-24.
8. ↑  المشهور، عبد الرحمن بن محمد (1404 هـ). شمس الظهيرة (PDF). جدة، المملكة العربية السعودية: عالم المعرفة. ج. الجزء الأول. ص. 568. مؤرشف من الأصل (PDF) في 2 يناير 2020. {{استشهاد بكتاب}}: تحقق من التاريخ في: |تاريخ= (مساعدة)
9. ↑  السقاف، عبد الله بن محمد (1356 هـ). تاريخ الشعراء الحضرميين. القاهرة، مصر: مطبعة العلوم. ج. الجزء الثاني. ص. 24. {{استشهاد بكتاب}}: تحقق من التاريخ في: |تاريخ= (مساعدة)
10. ↑  السقاف، عبد الرحمن بن عبيد الله (1425 هـ). إدام القوت في ذكر بلدان حضرموت. بيروت، لبنان: دار المنهاج. ص. 937. {{استشهاد بكتاب}}: تحقق من التاريخ في: |تاريخ= (مساعدة)

## وصلات خارجية
- ترجمات الإمام الحداد بأقلام معاصريه ومن بعدهم - مدونة د. محمد أبو بكر باذيب الثقافية الجديدة.
- قصائد ابن علوي الحداد - الديوان.